# Цудзії Нобуюкі
Цудзії Нобуюкі (яп. 辻井 伸行, нар. 13 вересня 1988 року) — сліпий від народження японський піаніст і композитор, який здобув золоту медаль на тринадцятому Конкурсі піаністів імені Вана Кліберна в Техасі.

## Життєвий шлях
Внаслідок вродженої аномалії Нобуюкі Цудзі з'явився на світ незрячим. З раннього дитинства він виявив неабиякі музичні здібності. У два роки на дитячому піаніно він зіграв різдвяну пісню «Jingle Bells», на слух запам'ятавши цю мелодію. У чотири роки він почав систематично займатися музикою, в десять років відбувся його дебют на сцені Симфонічного центру Осаки. У дванадцять років Нобуюкі грав у токійському Санторі Холл, а також в нью-йоркському концертному залі Карнегі-хол.
«Новорічний концерт — 2002», у якому чотирнадцятирічний піаніст грав у супроводі оркестру під управлінням диригента Сейдзі Одзави, посів друге місце серед класичних альбомів. 2005 року Нобуюкі Цудзі отримав спеціальну нагороду критиків «Diplomas — TiFC» на Конкурсі піаністів імені Шопена у Варшаві. У квітні 2007 талановитий музикант розпочав навчання в приватному столичному університеті Університет Уено Гакуен. У жовтні того ж року вийшов його перший альбом «Дебют», який посів друге місце в чарті продажів «Oricon» і побив рекорд Юкіе Нісімури (англ. Yukie Nishimura), чий альбом у 1991 році був на третьому місці.
2009 року головний приз Конкурсу піаністів імені Вана Кліберна вперше виграли два представники азійських країн — Нобуюкі Цудзії та Чжан Хаочень з Китаю. За всю 47-річну історію конкурсу справжньою сенсацією стала перемога на ньому незрячого піаніста. За словами Нобуюкі, перше місце в цьому престижному музичному змаганні виявилося повною несподіванкою для нього самого.
Після тріумфу на конкурсі імені Вана Кліберна популярність компакт-дисків із записами класичної фортепіанної музики у виконанні Нобуюкі Цудзії та його концертних виступів різко зросла не тільки в Японії, але й далеко за її межами.
У репертуарі піаніста твори Моцарта, Бетховена, Шопена, Ліста, Паганіні, Дебюссі, Мусоргського, Чайковського, Рахманінова, Капустіна та ін. Нобуюкі Цудзії брав участь у фортепіанному фестивалі в Рурі (нім. Klavier-Festival Ruhr), виступав із сольними концертами у Вашингтоні, Індіанаполісі, Х'юстоні, Абу-Дабі тощо. Як соліст він працює з провідними оркестрами під керуванням таких відомих диригентів, як Володимир Ашкеназі, Володимир Співаков, Ютака Садо.
Крім таланту музичного виконавця Нобуюкі володіє композиторським даром, у 12 років він зіграв свою авторську композицію «Street Corner of Vienna», у 2010–2011 роках складав музику для японського фільму, а також для японської телевізійної драми.
На Всесвітньому економічному форумі в Давосі в січні 2012 року демонструвався короткометражний фільм «Вогні Японії», де Нобуюкі Цудзії грає на роялі, що відновлений після ушкоджень під час руйнівного землетрусу 2011 року в східній Японії.

## Відеозаписи наYouTube
- Nobuyuki Tsujii 2 and 7mos years old (1991) (яп.)(англ.)
- Liszt Paganini Etude No.3, Van Cliburn International Piano Competition, 2009 (яп.)(англ.)
- 辻井伸行．ロックフェラーの天使の羽, 2009 (яп.)
- Nobuyuki Tsujii — A Morning in Cortona, 2010(яп.)(англ.)
- 天才ピアニスト辻井伸行生出演 2011 (яп.)